# Атлетический пояс
Атлетический пояс — высокоэффективный аксессуар, важная часть спортивного снаряжения тяжелоатлета и пауэрлифтёра. Назначение атлетического пояса в том, чтобы поддерживать брюшное давление. Тем самым крепится ремень в центре брюшного пояса. Это позволяет фиксировать позвоночник в вертикальном положении и избегать травм, связанных с высокими нагрузками.

## История
Первое упоминание об использовании атлетического пояса было воспроизведено в книге Джона Вебстера «Железная игра». В книге размещена фотография Томаса Инча, выпустившего работу «Научная тренировка с отягощениями» в 1905 году, на которой он держал над головой двух женщин одной рукой, и одетым в атлетический пояс.
В 1937 году на Чемпионате мира по тяжёлой атлетике в Париже, в поясе запечатлён американец Джон Терпак, в момент своей золотой попытки.
В 1958 году на Чемпионате мира по тяжёлой атлетике в Стокгольме, в поясе выступал американец Айзек Бергер.